# Alberto II di Vermandois
Alberto II di Vermandois (prima del 980 – 1016 circa) fu conte di Vermandois dal 1000 circa fino al 15 luglio 1010.

## Origine
Alberto era figlio del conte di Vermandois, Erberto III e di Ermengarda; infatti secondo le Gesta Episcoporum Cameracensium era fratello di Ottone (Alberto Vermandensi comiti, fratri Ottonis), che, secondo il documento n°16, datato 980, delle Chartes de l'abbaye de Montierender, era figlio del conte di Vermandois, Erberto III e secondo il documento n° 30 del The cartulary and charters of Notre-Dame of Homblières era figlio di Ermengarda, che secondo la Chronique de Saint-Bénigne era la figlia del conte Renard de Bar-sur-Seine.
Erberto III di Vermandois, come risulta dall'elenco dei membri della casa di Vermandois che si trova nella cattedrale di Parigi, riportato dall Obituaires de Sens Tome I.2, Erberto fu il figlio primogenito del conte di Vermandois e signore di San Quintino, Alberto o Adalberto I, e della moglie, Gerberga di Lorena (nell'ordine "Albertus comes, Girberga comitissa, Harbertus, Otto, Lewultus, ecc....) (935- dopo il 7 settembre 978), figlia di Gilberto di Lotaringia e di Gerberga di Sassonia, che, in seconde nozze, aveva sposato il re dei Franchi occidentali, Luigi IV d'Oltremare.

## Biografia
Di suo padre Eriberto III non si conosce la data esatta della morte; avvenne intorno all'anno 1000 e Alberto, figlio primogenito, gli succedette come conte di Vermandois; infatti le Gesta Episcoporum Cameracensium lo ricordano con il titolo di conte (Alberto Vermandensi comiti, fratri Ottonis). fino al 15 luglio 1010, quando abdicò in favore del fratello Ottone I di Vermandois.
Di Alberto si hanno scarse notizie: secondo lo storico Glocker, nel suo Die Verwandten der Ottonen und ihre Bedeutung in der Politik. Studien zur Familienpolitik und zur Genealogie der sächsischen Kaiserhauses (Köln, Vienna, 1989) (non consultato), Alberto abdicò il 15 luglio 1010 in favore di suo fratello Ottone.
Secondo le Gesta episcoporum Cameracensium attribuite al cronista Balderico o Baudry, vescovo di Noyon e Tournai, Alberto era un uomo bugiardo e dissoluto. Si ritirò nel monastero di Homblières, dove riuscì a correggere alcuni suoi difetti, ma tornò alla vita peccaminosa; Dio lo punì con la malattia che gli bruciava la lingua e morì dopo poche ore. Non si conosce la data esatta della sua morte, che avvenne all'incirca verso il 1016.

## Discendenza
Sempre secondo le Gesta episcoporum Cameracensium, Alberto era sposato con Emma, di cui non si conoscono gli ascendenti e dalla quale non ebbe figli.

## Ascendenza
|                             |   |                            | Genitori                |  |  | Nonni |  |  | Bisnonni                 |  |  | Trisnonni               |  |
|                             |   |                            |                         |  |  |       |  |  | Erberto II di Vermandois |  |  | Erberto I di Vermandois |  |
|                             |   |                            |                         |  |  |       |  |  | Erberto II di Vermandois |  |  | Erberto I di Vermandois |  |
|                             |   | Liutgarda/Berta de Morvois |                         |  |  |       |  |  | Erberto II di Vermandois |  |  |                         |  |
| Alberto I di Vermandois     |   |                            |                         |  |  |       |  |  | Erberto II di Vermandois |  |  |                         |  |
|                             |   | Adele di Neustria          | Roberto I di Francia    |  |  |       |  |  |                          |  |  |                         |  |
|                             |   | Adele di Neustria          | Roberto I di Francia    |  |  |       |  |  |                          |  |  |                         |  |
|                             |   | Adele di Neustria          | Adele del Maine         |  |  |       |  |  |                          |  |  |                         |  |
| Erberto III di Vermandois   |   | Adele di Neustria          |                         |  |  |       |  |  |                          |  |  |                         |  |
|                             |   | Gilberto di Lotaringia     | Reginardo di Lotaringia |  |  |       |  |  |                          |  |  |                         |  |
|                             |   | Gilberto di Lotaringia     | Reginardo di Lotaringia |  |  |       |  |  |                          |  |  |                         |  |
|                             |   | Gilberto di Lotaringia     | Hersenda/Alberada       |  |  |       |  |  |                          |  |  |                         |  |
| Gerberga di Lorena          |   | Gilberto di Lotaringia     |                         |  |  |       |  |  |                          |  |  |                         |  |
|                             |   | Gerberga di Sassonia       | Enrico I di Sassonia    |  |  |       |  |  |                          |  |  |                         |  |
|                             |   | Gerberga di Sassonia       | Enrico I di Sassonia    |  |  |       |  |  |                          |  |  |                         |  |
|                             |   | Gerberga di Sassonia       | Matilde di Ringelheim   |  |  |       |  |  |                          |  |  |                         |  |
| Alberto II di Vermandois    |   | Gerberga di Sassonia       |                         |  |  |       |  |  |                          |  |  |                         |  |
|                             | … | …                          |                         |  |  |       |  |  |                          |  |  |                         |  |
|                             | … | …                          |                         |  |  |       |  |  |                          |  |  |                         |  |
|                             | … | …                          |                         |  |  |       |  |  |                          |  |  |                         |  |
| Renard de Bar-sur-Seine     | … |                            |                         |  |  |       |  |  |                          |  |  |                         |  |
|                             |   | …                          | …                       |  |  |       |  |  |                          |  |  |                         |  |
|                             |   | …                          | …                       |  |  |       |  |  |                          |  |  |                         |  |
|                             |   | …                          | …                       |  |  |       |  |  |                          |  |  |                         |  |
| Ermengarde de Bar-sur-Seine |   | …                          |                         |  |  |       |  |  |                          |  |  |                         |  |
|                             |   | …                          | …                       |  |  |       |  |  |                          |  |  |                         |  |
|                             |   | …                          | …                       |  |  |       |  |  |                          |  |  |                         |  |
|                             |   | …                          | …                       |  |  |       |  |  |                          |  |  |                         |  |
| …                           |   | …                          |                         |  |  |       |  |  |                          |  |  |                         |  |
|                             |   | …                          | …                       |  |  |       |  |  |                          |  |  |                         |  |
|                             |   | …                          | …                       |  |  |       |  |  |                          |  |  |                         |  |
|                             |   | …                          | …                       |  |  |       |  |  |                          |  |  |                         |  |
|                             |   | …                          |                         |  |  |       |  |  |                          |  |  |                         |  |

### Fonti primarie
- (LA)  Monumenta Germaniae Historica, Scriptores, tomus VII.
- (LA)  Obituaires de la province de Sens. Tome 1,Partie 2.
- (LA)  Chronique de Saint-Bénigne.
- (LA)  Collection des principaux cartulaires du diocèse de Troyes, Chartes de l'abbaye de Montierender.
- (LA)  The cartulary and charters of Notre-Dame of Homblières.

### Letteratura storiografica
- Louis Halphen, Francia: gli ultimi Carolingi e l'ascesa di Ugo Capeto (888-987), in «Storia del mondo medievale», vol. II, 1999, pp. 636–661
- Christian Settipani, La Préhistoire des Capétiens (Nouvelle histoire généalogique de l'auguste maison de France, vol. 1), éd. Patrick van Kerrebrouck, 1993